# Bilan énergétique
Pour les articles homonymes, voir Bilan énergétique (statistique) pour les aspects économiques (statistiques énergétiques).
 (août 2024).
Si vous disposez d'ouvrages ou d'articles de référence ou si vous connaissez des sites web de qualité traitant du thème abordé ici, merci de compléter l'article en donnant les références utiles à sa vérifiabilité et en les liant à la section « Notes et références ».
Le bilan énergétique d'une ressource énergétique est généralement le rapport entre la quantité d'énergie dépensée pour extraire cette ressource et l'énergie finale réellement disponible pour l'usager.
Un bilan net énergétique négatif (sous le seuil 1:1) indique qu'il faut fournir plus d’énergie que ce que la ressource ne peut fournir.

## Exemples

### Dans le domaine des ressources énergétiques
Pour les premiers puits de pétrole, il a suffi de creuser à la pelle et pioche un trou de quelques mètres pour faire jaillir le pétrole, de même pour le gaz de schiste ou l'huile de schiste.
Quelques décennies plus tard, en 1930, alors que les gisements pétroliers les plus accessibles n'étaient pas encore surexploités, il fallait l'équivalent d'un baril de pétrole pour extraire 100 barils du gisement. Le bilan net énergétique du pétrole en 1930 restait donc très intéressant : Cent pour un.
Depuis, en dépit de très nombreuses améliorations technologiques des techniques de forage (forage dirigé, fracturation hydraulique, forage horizontal, amélioration de la puissance des moteurs, des pompes, des derricks et outils de forage, des fluides de forage, des fluides de fracturation, etc.) le pétrole est toujours plus profond et difficile à extraire. Il faut dépenser plus d'énergie pour la sismique, la recherche et l'évaluation des ressources, il faut creuser plus profond, pomper avec plus de puissance ou injecter des fluides (eau, gaz, déchets…) sous pression pour pousser l'hydrocarbure vers le puits, ou hydrofracturer le sol, etc.
En 70 ans, le bilan énergétique des hydrocarbures fossiles s'est ainsi dégradé, tombant à près de 15:1. C'est-à-dire qu'en 2010, on ne produit plus que 15 barils de pétrole avec l'énergie d'un baril, et ce pétrole est souvent de moindre qualité.
La fiscalité noire (par opposition à une fiscalité verte qui pourrait notamment être soutenue par des écotaxes), peut favoriser des exploitations non rentables ou moins rentables que ce que pourrait permettre le soutien à des alternatives plus "écologiques".

### Dans le domaine de la physique et chimie
Des notions de bilan énergétique interviennent aussi en chimie dans les réactions chimiques et en physique, y compris à échelle fine via des techniques de mesures microcalorimétriques, par exemple pour l'étude de l'énergie mobilisée pour les déformations élastiques.

### Dans les domaines de l'écologie ou de l'étude des activités agricoles et d'élevage
La notion de bilan énergétique peut être également mobilisée en écologie, et pour l'étude des rapports entre intrants et productions, pour l'aquaculture ou la conchyliculture. De même, le bilan énergétique en agriculture est utilisé en France à l'échelle des exploitations agricoles depuis les années 2000, pour évaluer les consommations d'énergie directe et indirecte d'activités agricoles ou d'élevage.

## Bilan net global
Un bilan net global nécessiterait d'« internaliser » d'autres coûts énergétiques directs ou indirects (dont les quantités d'énergie nécessaires pour réparer les dégâts environnementaux et sanitaires induits). Dans plusieurs domaines de l’énergie nucléaire, du carbone fossile, il n'y a pas encore de consensus sur les manières de calculer ce type de bilan.
Par exemple, les hydrocarbures fossiles profonds et les hydrocarbures non conventionnels sont également généralement plus « sales » (ils contiennent des métaux, métalloïdes, acides et radionucléides) et sont parfois très « humides ». Il faut donc aussi dépenser de l'énergie pour les débarrasser (par exemple par condensation/congélation brutale) de leur eau et vapeur d'eau, gaz indésirables, toxiques et corrosifs, métaux, etc. et dans certains cas à nouveau dépenser de l'énergie pour inerter et/ou réinjecter ces déchets ou des déchets secondaires (ex : déchets radioactifs) dans le sous-sol ou les traiter in situ ou ex-situ.

## Bilan financier
Le bilan financier est lié au bilan énergétique, mais indirectement seulement, car selon le lieu et l'époque le prix de l'énergie, le coût des permis, le coût de la main-d'œuvre, les couts d'investissements technologiques, les facilités d'emprunts ou de remboursement, etc. varient beaucoup. Mais — toutes choses égales par ailleurs — la dégradation du bilan énergétique induit une dégradation du bilan financier.